# مالوانیا

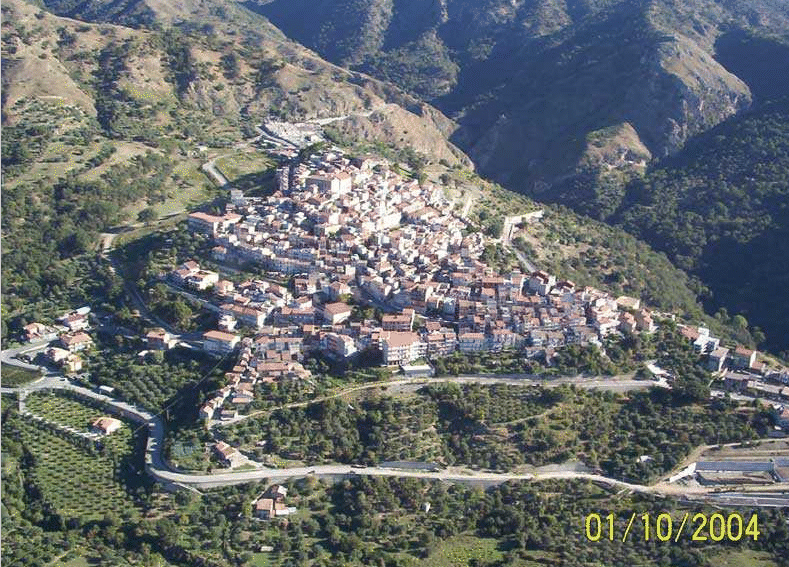
طبیعت مالوانیا

مالوانیا (به ایتالیایی: Malvagna) یک کومونه در ایتالیا است که در استان مسینا واقع شده‌است.

## خصوصیات
مالوانیا ۶٫۹ کیلومترمربع مساحت و ۸۹۹ نفر جمعیت دارد و ۷۱۵ متر بالاتر از سطح دریا واقع شده‌است.